# Toshihiro Shimamura
Shimamura Toshihiro (島村俊廣?) (12 de abril de 1912, Japón—31 de diciembre de 1991) fue un jugador de go profesional.

## Biografía
Shimamura alcanzó el 9 dan en 1960. Fue el maestro de muchos jugadores incluyendo a Yasumasa Hane, Yamashiro Hiroshi, Nakano Hironari, Imamura Yoshiaki, Shimamura Michiro, Shigeno Yuki, y Matsumoto Nayoko.

## Campeonatos y subcampeonatos
| Título        | Años ganado                                    |
| ------------- | ---------------------------------------------- |
| Actuales      | 11                                             |
| Oza           | 1957                                           |
| Tengen        | 1977                                           |
| Copa NHK      | 1954                                           |
| Okan          | 1957, 1959, 1960, 1962, 1964, 1965, 1974, 1975 |
| Actuales      | 1                                              |
| Igo Senshuken | 1965                                           |

| Título               | Años perdido     |
| -------------------- | ---------------- |
| Actuales             | 6                |
| Honinbo              | 1955, 1956       |
| Oza                  | 1955             |
| Okan                 | 1967, 1969, 1976 |
| Actuales             | 1                |
| Mejor Posición Asahi | 1958             |

- Datos: Q2749291